# Junges Theater Basel
Das Junge Theater Basel, kurz jtb (Eigenschreibweise: junges theater basel), ist seit 1977 eines der Kleintheater in der Stadt Basel. Es befindet sich in einem ehemaligen Rossstall auf dem Kaserneareal in Kleinbasel. Es verfügt über 108 Plätze.

## Theater
Das Junge Theater Basel ist ein Jugendtheater von jugendlichen Amateurspielerinnen und ‑spielern mit einem Kernensemble und eigenen Spielstätten. Es werden unter professioneller Leitung Eigenproduktionen in Dialektfassungen inszeniert und auf die Bühne gebracht. Im Jungen Theater Basel spielen Profis und Laien, im Allgemeinen Jugendliche, die Theaterkurse im Theater selbst absolviert haben. 
Das Junge Theater Basel entstand im Frühjahr 1977 im Rahmen der von Erich Holliger geleiteten sog. „Montagabende“, als Jugendliche und drei professionelle Ensemblemitglieder vom Theater Basel die Dialektfassung Do flippsch uss! des Jugendstücks Das hält’ste ja im Kopf nicht aus von Volker Ludwig und Detlef Michels aufführten. Nach dieser ersten erfolgreichen Produktion wurde die Jugendtheaterarbeit in der Reihe der „Montagabende“ in der Saison 1977/78 fortgesetzt. Unter der Intendanz von Horst Statkus und unter Holligers Leitung wurde die neue Sparte in den Jahren 1978–80 im Rahmen der „Theaterwerkstatt Kleine Bühne“ weitergeführt. Nach sieben Produktionen als „Jugendtheater der Basler Theater“ löste sich das Jugendtheater Ende 1979 als „Basler Jugendtheater“ vom Stammhaus, mit dem es bis 1988 kontinuierlich Ko-Produktionen realisierte. Im Frühjahr 1980 nahm das als Verein konstituierte „Basler Jugendtheater“, unterstützt von einem neu gegründeten Förderverein, unter der Leitung von Hansjörg Betschart in der Kulturwerkstatt Kaserne seinen Betrieb auf.  Nach Betscharts Weggang 1985 übernahm Sigi Zebrowski bis 1990 die Leitung, ab 1988 bis 1992 zusammen mit Daniel Buser. Von 1990 bis 2000 leitete Heidi Fischer das Theater. 2000 übernahm Uwe Heinrich die Leitung des Jungen Theaters Basel. 
Im Jahr werden zwei Stücke inszeniert, welche nach acht Wochen täglichen Acht-Stunden-Proben, etwa 20 Mal in Basel aufgefüht werden und dann in der Schweiz auf Tour gehn. Einige Stücke nehmen auch an internationalen Festivals teil. Die Aufführungen sind häufig Stücke, welche auf Schweizerdeutsch übersetzt worden sind, wie Simon Stephens’ Punk Rock oder Scham des holländischen Regisseurs Matthias Mooij nach Frühlings Erwachen von Wedekind oder Eigenentwicklungen des jtb, wie zum Beispiel das Tanzstück Kei aber!.

## ZEiG!
Zeig! Offene Bühne gibt Jugendlichen seit Februar 2011 an jedem ersten Samstag im Monat die Möglichkeit, vor einem Publikum aufzutreten und zu zeigen, was sie können, wobei es keine Vorlage gibt. Die Gäste können können jede Art der Performance aufführen.

## Theaterkurse
Die Theaterkurse, bei denen sich junge Menschen von 14 bis 24 Jahren beteiligen können, finden während der Schulzeit zweimal pro Woche statt. Die Teilnehmenden entwickeln während dem Kurs eine Aufführung, die am Schluss drei Mal vor Publikum gezeigt wird.